# 사토 나오키
사토 나오키(일본어: 佐藤直紀, 1970년 5월 2일 ~ )는 일본의 작곡가이다. 지바현 출신이며, 도쿄 음악대학에서 작곡을 전공하였다. 영화 음악, 드라마, 애니메이션, 뮤지컬 등 다양한 분야에서 폭넓게 활동하고 있다.
영화 《올웨이즈 3번가의 석양》으로 제29회 일본 아카데미상에서 최우수 음악상을 수상하였다.

## 작품 목록

### 영화
2004년
- 연애소설
- 우미자루

2005년
- 로렐라이
- 역경나인
- 올웨이즈 3번가의 석양

2006년
- 심슨즈
- 리미트 오브 러브: 우미자루
- 편지

2007년
- 나는 당신을 위해 죽으러 간다
- 올웨이즈 3번가의 석양 속편
- 키사라기 미키짱

2008년
- 바티스타 수술팀의 영광
- 가치보이
- 숨은 요새의 세 악인

2009년
- 수호천사
- 제너럴 루주의 개선
- 하게타카
- 교향시편 에우레카 7: 주머니가 무지개로 한가득
- 가슴 배구단
- BALLAD 이름없는 사랑 노래

2010년
- 더 라스트 메시지: 우미자루
- 스페이스 배틀쉽 야마토

2011년
- 피크
- 소녀들의 나침반

2012년
- 올웨이즈 3번가의 석양 '64
- 브레이브 하츠: 우미자루
- 바람의 검심

### TV 드라마
2010년
- 판도라 2: 기아열도
- 료마전
- 코드 블루 시즌2

2009년
- 아지랑이의 갈림길 3
- 하늘을 나는 타이어

2008년
- 아지랑이의 갈림길 2
- 코드 블루
- 판도라

2007년
- 맨발의 겐
- 아지랑이의 갈림길
- 농담이 아니야!
- 이번 주 아내가 바람을 핍니다

2006년
- 톱 캐스터

2005년
- 우미자루 에볼루션
- H2: 너와 있던 날들

2004년
- 워터 보이즈 2
- 오렌지 데이즈
- 파이어 보이즈

2003년
- 맨하탄 러브스토리
- 워터 보이즈
- 카오
- 굿 럭

## 수상 내역
- 2007년 - 제31회 일본 아카데미상 우수 음악상 《올웨이즈 3번가의 석양 2》
- 2005년 - 제29회 일본 아카데미상 최우수 음악상 《올웨이즈 3번가의 석양》